# Szekeres József (labdarúgó, 1964)
Szekeres József (Szolnok, 1964. július 9. –) egykori válogatott labdarúgó, csatár, balszélső, középpályás. Magyarországon az élvonalban Békéscsabai Előrében, a Tatabányában és a Csepelben játszott.

## Pályafutása

### Klubcsapatban
Az akkori Vasas edzője, Mészöly Kálmán is hívta Szolnokról, ennek ellenére ő a Békéscsabai Előrét választotta. Gyors balszélsőként 1982-89 között végig a békéscsabai egyletet erősítette, a viharsarki megyeszékhelyről a klub anyagi gondjai miatt igazolt Tatabányára. Az első éve a Bányásznál jól sikerült, de a bokasérülése után már óvatosabb volt. Élvonalbeli pályafutását 34 évesen Csepelen fejezte be, majd levezetésként Vértesszőlősön és Vértessomlón játszott, utóbbi helyen az utánpótlásban is dolgozott.

### A válogatottban
1986 és 1989 között hét alkalommal szerepelt a válogatottban és egy gólt szerzett. Ötszörös olimpiai válogatott (1987), tízszeres ifjúsági válogatott (1981, 1 gól), ötszörös utánpótlás válogatott (1984–86, 3 gól), 12-szeres egyéb válogatott (1987–89, 3 gól).

## Sikerei, díjai
- Magyar bajnokság
  - 6.: 1984–85
- Magyar kupa
  - győztes: 1988

## Statisztika

### Mérkőzései a válogatottban
| Magyarország | Magyarország         | Magyarország                           | Magyarország  | Magyarország | Magyarország  | Magyarország | Magyarország | Magyarország |
| #            | Dátum                | Helyszín                               | Hazai         | Eredmény     | Vendég        | Kiírás       | Gólok        | Esemény      |
| ------------ | -------------------- | -------------------------------------- | ------------- | ------------ | ------------- | ------------ | ------------ | ------------ |
| 1.           | 1986. szeptember 9.  | Oslo, Ullevaal Stadion                 | Norvégia      | 0 – 0        | Magyarország  | barátságos   | -            | 57'          |
| 2.           | 1986. október 15.    | Budapest, Népstadion                   | Magyarország  | 0 – 1        | Hollandia     | Eb-selejtező | -            | 65'          |
| 3.           | 1987. május 17.      | Budapest, Népstadion                   | Magyarország  | 5 – 3        | Lengyelország | Eb-selejtező | -            |              |
| 4.           | 1987. július 28.     | Lipcse, Zentralstadion                 | NDK           | 0 – 0        | Magyarország  | barátságos   | -            | 46'          |
| 5.           | 1987. szeptember 23. | Varsó, Legia-stadion                   | Lengyelország | 3 – 2        | Magyarország  | Eb-selejtező | -            | 81'          |
| 6.           | 1989. október 25.    | Budapest, Népstadion                   | Magyarország  | 1 – 1        | Görögország   | barátságos   | 1            | 46' 47'      |
| 7.           | 1989. november 15.   | Sevilla, Ramón Sánchez Pizjuan Stadion | Spanyolország | 4 – 0        | Magyarország  | vb-selejtező | -            |              |
|              | Összesen             |                                        |               | 7            | mérkőzés      |              | 1            | gól          |